# Chico Xavier
Francisco Cándido Xavier (Pedro Leopoldo, 2 de abril de 1910-Uberaba, 30 de junio de 2002), popularmente conocido como Chico Xavier, fue un famoso médium y divulgador del espiritismo en Brasil y en el resto del mundo.
Escribió 451 libros, de los que se vendieron más de 40 millones de copias traducidas a 33 idiomas y 30 libros en braille. Chico Xavier admitió no ser el autor de esos textos, sino que se limitaba únicamente a escribir lo que los espíritus le pedían. Por ese motivo, no recibió dinero por la venta de sus libros y donó los derechos de autor a diferentes instituciones sin ánimo de lucro, entre ellas la Federación Espiritista Brasileña (en portugués Federação Espirita Brasileira).
Su primer libro, Parnaso del más allá, se publicó en 1932 y contenía 256 poemas atribuidos a poetas fallecidos, entre los que destacan los portugueses João de Deus, Antero de Quental y Guerra Junqueiro, además de los brasileños Cruz e Sousa y Augusto dos Anjos. No obstante, el libro de mayor tirada fue Nosso Lar, con más de dos millones de copias vendidas, atribuido al espíritu André Luiz.
Chico es conocido principalmente por sus obras asistenciales en la ciudad de Uberaba. A partir de los años 70 se dedicó a ayudar a personas pobres mediante la creación de una fundación. Logró un gran reconocimiento en Brasil, especialmente en los últimos años, por su benevolencia y asistencia al prójimo. Siempre afirmó que un incansable benefactor espiritual, llamado Emmanuel, era quien supervisaba su tarea como médium desde sus inicios.
En 1981 y 1982 fue nominado para el Premio Nobel de la Paz.

## Biografía

### Infancia
Nacido en una familia humilde, tuvo ocho hermanos. Era hijo de João Cândido Xavier, vendedor de billetes de lotería, y Maria João de Deus, lavandera católica, ambos analfabetos. Según los biógrafos, el don de medium de Xavier se habría manifestado por primera vez a la edad de cuatro años.

### Los abusos de la madrina
Su madre murió cuando Francisco tenía solo cinco años. Incapaz de criarlos, el padre distribuyó a los nueve hijos entre los parientes. Durante los siguientes dos años, Francisco fue criado por la madrina y antigua amiga de su madre, Rita de Cássia, quien pronto demostró ser una persona cruel, vistiéndolo de niña y golpeándolo a diario, inicialmente por cualquier pretexto y más tarde, bajo la alegación de que "el niño tenía al diablo en su cuerpo".

### Contacto y adhesión a la Doctrina Espírita

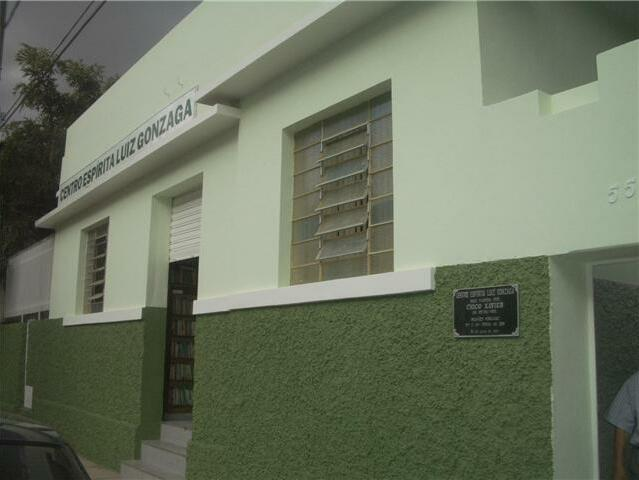
Centro Espírita Luiz Gonzaga (2008)

En 1927, a la edad de diecisiete años, Francisco se enfrentó a la locura de una hermana, quien creía que era causada por un proceso de obsesión espiritual.
De esta manera, a través de su don de medium, comenzaron a manifestarse varios poetas fallecidos, sólo identificados a partir de 1931. En 1928, comenzó a publicar sus primeros mensajes psicográficos en las revistas O Jornal, en Río de Janeiro, y Almanaque de Noticias, en Portugal.

### Las primeras obras
En 1931, en Pedro Leopoldo, pierde a su madrastra Cidália y continúa la obra Parnaso del más allá de la tumba. Este año también marcó la "mayoría de edad" del médium y el encuentro con su mentor espiritual Emmanuel, "... a la sombra de un árbol, al borde de una presa ...". Xavier dijo que el mentor le informa sobre su misión de psicografiar una serie de treinta libros y le explica que para ello se requieren tres condiciones: "disciplina, disciplina y disciplina",
En 1932, Parnaso del más allá de la tumba fue publicado por la Federación Espírita Brasileña (en portugués: Federação Espírita Brasileira - FEB). La obra, una colección de poemas dictados por los espíritus de poetas brasileños y portugueses, tuvo una gran repercusión en la prensa y la opinión pública brasileña y causó revuelo entre los literatos brasileños, que en general quedaron impresionados positivamente por el libro. El impacto se acentuó al saber que la obra había sido escrita por un "modesto oficinista" de un almacén en el interior de Minas Gerais, que apenas había terminado la escuela primaria.
Continuó con su labor como mecanógrafo-escribano en la Hacienda Modelo de la Inspección Regional del Servicio de Fomento de la Producción Animal, iniciada en 1935, y ejerciendo sus funciones en el Centro Espírita Luiz Gonzaga, atendiendo a los necesitados con recetas, consejos y psicografías. El administrador de la finca era el agrónomo Rômulo Joviano, también espírita, quien además de conseguirle un trabajo a Xavier, lo ayudó a tener la tranquilidad necesaria para el trabajo psicográfico, acompañándolo en sesiones en el Centro Luiz Gonzaga, del que llegaría a la presidencia. Fue precisamente durante el período en que psicografiaba en los sótanos de la casa de Joviano cuando se escribió una de sus grandes obras, titulada Pablo y Esteban (en portugués: Paulo e Estevão).
Paralelamente, inició una larga serie de rechazos de obsequios y distinciones, que durarán toda la vida, como la de Fred Figner, quien le legó una gran suma en un testamento, cedido por el médium a la FEB para uso caritativo. Fred Figner, el gran empresario, fundador de Casa Edison, pionero de las grabaciones musicales en Brasil, quien tenía una columna periodística sobre Espiritismo, mantuvo correspondencia durante más de 17 años con Chico Xavier. Un año después de la muerte de Figner, en 1948, Chico Xavier psicógrafiò el libro "Volví", firmado por el espíritu del "Hermano Jacob", que sería el propio espíritu de Figner. Este libro es considerado de gran relevancia en la cultura espiritista, ya que contiene importantes informes y recomendaciones para los seguidores de la religión. Voltei (en español: Regresé) se publicó recién en 1949, y hasta el día de hoy es un libro con grandes ventas y lectura.
Con la notoriedad, continuaron las críticas de personas que intentaron desacreditarlo. Además de ellos, Chico Xavier todavía decía que los enemigos espirituales buscaban alcanzarlo con fluidos negativos y tentaciones. Souto Maior relata un intento de "linchamiento por parte de los espíritus", así como un episodio en el que mujeres jóvenes desnudas prueban al médium en su bañera.

### El caso Humberto de Campos
Durante la década de 1930, se destacó la publicación de novelas atribuidas a Emmanuel y la obra Brasil, Coração do Mundo, Pátria do Evangelho (en español: Brasil, Corazón del Mundo, Patria del Evangelio), atribuida al espíritu de Humberto de Campos, en las que se interpreta la historia de Brasil desde una perspectiva espiritual y teológica. Esta última obra trajo como consecuencia una demanda interpuesta por la viuda del escritor, quien reclamaba así los derechos de autor de las obras psicografiadas, si se confirmaba la autoría del célebre escritor de Maranhão.
La defensa del médium contó con el apoyo de la FEB y posteriormente dio lugar al clásico A Psicografia ante os Tribunais (en español: Psicografía ante los Tribunales), del abogado Miguel Timponi. En su sentencia, el juez decidió que el derecho de autor se refería a la obra reconocida en vida del autor, sin condición para que el tribunal se pronuncie sobre la existencia o no de su don de médium. Aun así, para evitar posibles controversias futuras, el nombre del escritor fallecido fue reemplazado por el seudónimo de Hermano X.
En ese momento, Francisco ingresó al servicio público federal, como asistente de servicio en el Ministerio de Agricultura.

### Nosso Lar
En 1943 se estrenó uno de los libros más populares de la literatura espírita, la novela Nosso Lar, la novela más vendida y publicitada de la extensa obra del medio, que en 2010 se convirtió en película y ya había vendido más de dos millones de copias.

### El caso David Nasser y Jean Manzon
En 1944, los reporteros David Nasser y Jean Manzon hicieron un informe poco comprensivo sobre el médium, que fue publicado en "O Cruzeiro" (en español: el crucero). Los reporteros fingieron ser extranjeros y usaron nombres falsos para probar si Xavier era falso; sin embargo, cuando Nasser y Manzon llegaron a casa después del reportaje, se llevaron una sorpresa, como relata Nasser en una entrevista con TV Cultura en 1980: “En Madrugada, Manzon me llamó y me dijo: '¿Habéis visto el libro que nos regaló Chico Xavier? . Dije que no. "Así que mira", dijo. Fui a mi biblioteca, recogí el libro y estaba escrito exactamente eso: 'a mi hermano David Nasser, de Emmanuel'. A Manzon le había hecho una dedicación similar. Es por cosas así que tengo mucho miedo de involucrarme en asuntos del Espiritismo”.

### El caso Amauri Pena
En 1958, el médium se encontraba en el centro de una nueva polémica, esta vez por las denuncias de un sobrino, Amauri Peña, hijo de una hermana curada de la obsesión. El sobrino, él mismo un médium psicográfico, se anunció en la prensa como un falso médium, un imitador muy capaz, acusación que extendió a su tío. Chico Xavier se defendió, negando tener alguna cercanía con su sobrino. Ya con antecedentes de alcoholismo y con serios remordimientos por el daño hecho a la reputación de su tío, Amauri retiró la acusación y fue internado en un sanatorio psiquiátrico en São Paulo, donde falleció.

### La década de 1960 y la asociación con el médium Waldo Vieira
En 1955, Chico Xavier conoció personalmente al médium y estudiante de medicina Waldo Vieira, lo que resultó en una asociación espírita -que duró hasta 1966- en la que psicografiaron 17 libros juntos.
El 22 de mayo de 1965, Chico Xavier y Waldo Vieira viajaron a Washington, Estados Unidos, para difundir el Espiritismo en el exterior. Con la ayuda de Salim Salomão Haddad, presidente del Christian Spirit Center, y su esposa Phillis, estudiaron inglés y lanzaron el libro Ideal Spiritist, llamado The World of The Spirits (en español: El mundo de los espíritus).
En la Navidad de 1965, Xavier y Vieira promovieron un reparto de comida y ropa a más de once mil personas que formaron fila en la puerta del Comunhão Espírita Cristã, Centro Espírita en Uberaba, Minas Gerais.

### La década de 1970 y entrevistas en el programa Pinga-Fogo
A principios de la década de 1970, Xavier participó en programas de televisión que tuvieron gran repercusión. Su entrevista en vivo, otorgada al programa de TV Tupi, Pinga-Fogo, el 28 de julio de 1971 (comenzando la noche anterior), alcanzó 35 puntos de rating y fue repetida tres veces en São Paulo y retransmitida en todo Brasil, además de una edición extra en el Diário de S. Paulo, con el programa completo. El programa se ha ampliado considerablemente. El presentador comentó varias veces durante el programa que el final estaba cerca, pero el programa continuó. En este día, Chico contó el famoso Caso del Avión: En un vuelo de Uberaba a Belo Horizonte, el avión atravesó fuertes turbulencias y todos empezaron a rezar y gritar mucho, lo que también hizo Xavier. Entonces, Emmanuel se sube al avión y, tras un breve diálogo, censura a Xavier de su falta de fe:"¡Cállate y muere cortésmente para no afligir la cabeza ajena con tus gritos, muere con fe en Dios!". Al final del programa, Xavier psicografió un poema de Ciro Costa, llamado Segundo Milênio. Según Herculano Pires, algunos familiares de Ciro Costa vieron el programa y dan fe del estilo del poeta.
El éxito del primer programa propició una segunda edición, el 21 de diciembre de 1971, iniciada la noche anterior, también con gran repercusión. Llegó al 86% del IBOPE, una empresa brasileña que realiza la medición de la audiencia televisiva , según el entonces entrevistador Saulo Gomes, lo que se consideró una audiencia récord en la televisión brasileña. En esta edición del programa, ante la pregunta del entrevistador sobre "qué piensan los llamados benefactores espirituales sobre la posición actual de Brasil, ya sea en el ámbito político o social", Chico Xavier respondió que "la posición actual de Brasil es una de las más importantes, lo más digno y más alentador para nosotros ”, explicando que “nuestra democracia está custodiada por fuerzas que nos defienden de la intrusión de cualquier ideología ligada a la desintegración ”. Además, Xavier destacó la importancia de la oración y la vigilancia; el "don de la libertad en Jesucristo" y el estado de conflicto del país. Al final del segundo programa, Xavier psicografió un poema de Castro Alves, llamado Brasil. En las dos ocurrencias de Pinga-Fogo, Xavier respondió,  bajo la inspiración directa de Emmanuel, a varias preguntas de los periodistas y del público sobre temas como mediumnidad, psicografía, vida en otros planetas, reencarnación, aborto, cremación, homosexualidad, umbanda, muerte, evolución, vegetarianismo, salvación, trasplantes de órganos, milagros, movimiento hippie, divorcio y muchos otros.
En esa década, además de cataratas y problemas pulmonares, empezó a sufrir angina. En 1975 abandona el Centro Espírita "Comunhão Espírita Cristã" y funda uno nuevo en Uberaba, el "Grupo Espírita da Prece", donde comienza a desarrollar sus actividades.

### Las décadas de 1980 y 1990
En 1980 ya había dos mil organizaciones benéficas fundadas, ayudadas o mantenidas gracias a los derechos de autor de sus libros psicografiados o campañas benéficas promovidas por él. En 1981, le propusieron postularse al Premio Nobel de la Paz, campaña liderada por su amigo Augusto César Vanucci, entonces director de la Rede Globo, compitiendo con figuras de la época, como Juan Pablo II, a punto de visitar Brasil por primera vez, y para el líder sindical polaco Lech Walesa. Debido a la extensa labor social que realizó el médium minera, creyeron que su victoria era segura, ya que la Madre Teresa de Calcuta, con una obra menos sustancial, había sido premiada el año anterior. Pero ninguno de ellos ganó: una institución de la ONU que acoge a refugiados internacionales ganó el Nobel ese año.
En 1994, el tabloide estadounidense National Examiner publicó un artículo en el que, en el título, declaraba que "Los fantasmas de los escritores hacen millonario a un novelista". El artículo fue destacado en Brasil por la extinta revista Manchete, con el título de Secretario de los Fantasmas, donde se declaró que, según el Examinador Nacional, el médium brasileño se hizo millonario, habiendo ganado 20 millones de dólares como "secretario de los fantasmas".
La revista Manchete prosiguió: "Según el diario, es el primero en admitir que los 380 libros que ha publicado son de 'escritores fantasmas', pero 'fantasmas' en el sentido literal", concluyendo que Xavier simplemente transcribe las obras psicografiadas de más de 500 escritores y poetas muertos y enterrados.
El médium no respondió, pero la FEB, a través de su entonces presidente Juvanir Borges de Souza, editor de buena parte de las obras de Chico Xavier, envió una carta a la revista en la que informaba que utilizaba derechos de autor y remuneración por las obras de Francisco Cândido Xavier al uso de la caridad, lo mismo ocurre con otras editoriales, señalando que "los derechos de autor son gratuitos, con el objetivo de hacer muy accesible el libro espírita y contribuir así a la difusión de la Doctrina Espírita".
El mismo presidente de la FEB, el 4 de octubre de ese año, con motivo del I Congreso Espírita Mundial, presentó una "moción de reconocimiento y agradecimiento al médium Francisco Cândido Xavier", aprobada por el Consejo Federativo Nacional de la FEB, en propuesta presentada por el presidente de la Federación Espírita del Estado de Sergipe. En el documento, las entidades representativas del espiritismo en Brasil dedicaron su agradecimiento y respeto al médium "por el intenso trabajo que desarrolló y por la vida de ejemplo, orientada al estudio, difusión y práctica del espiritismo, la orientación, el servicio y la espiritualidad y la materialidad. asistencia a sus semejantes".

### Muerte
El médium falleció a los 92 años, como consecuencia de un paro cardiorrespiratorio, el 30 de junio de 2002. Según informes de amigos cercanos y familiares, Xavier dijo que "desencarnaría" en un día en que los brasileños estuvieran muy felices y el país festejara, para que su desencarnación no provocara tristeza.
El entonces presidente de Brasil, Fernando Henrique Cardoso, emitió una nota sobre la muerte del médium: "Gran líder espiritual y figura amada y admirada en todo Brasil, Chico Xavier dejó su huella en el corazón de todos los brasileños, que durante décadas aprendieron a respetar su compromiso permanente con el bienestar de los demás ". El entonces gobernador de Minas Gerais, Itamar Franco, decretó duelo oficial por tres días en el estado y declaró: "Chico Xavier expresó en su rostro una inmensa bondad, reflejo de su alma iluminada, que se manifestó, particularmente, en su entrega al pobre, imagen que guardaré para siempre, con mucho cariño ”.
Según la Policía Militar de Minas Gerais, 120 000 personas asistieron al velorio del médium, que tuvo lugar en Uberaba los días 1 y 2 de julio. En un camión del Cuerpo de Bomberos, el féretro con el cuerpo del médium recorrió cinco kilómetros hasta llegar al Cementerio São João Batista, en la misma ciudad, con más de 30 000 personas acompañando la procesión a pie. Cuando el féretro llegó al cementerio, fue recibido con una lluvia de 3 000 pétalos de rosa arrojados en profusión desde un helicóptero de la Policía Rodoviaria Federal. 
Los Centros Espíritas fundados por Chico Xavier, "Grupo Espírita da Prece"  y "Comunhão Espírita Cristã" en Uberaba y "Centro Espírita Luiz Gonzaga" en Pedro Leopoldo, continúan funcionando y brindando muchas ayudas caritativas.
En 2014, el Ministerio Público Federal de Uberaba, en Minas Gerais, firmó un convenio con el hijo adoptivo del médium Chico Xavier, Eurípedes Higino, que prevé la protección y catalogación de la colección del médium.

## Psicografías
Chico Xavier ha escrito más de 450 libros, utilizando un proceso conocido como psicografía. Como consideraba sus habilidades como un regalo para ayudar a las personas, no aceptó dinero ni gratificaciones por sus escritos, ya que había cedido los derechos de autor a organizaciones benéficas. Vendió más de cincuenta millones de copias en portugués, con traducciones al inglés, español, japonés, esperanto, francés, alemán, italiano, ruso, mandarín, rumano, sueco, griego, húngaro y otros, incluido Braille. Escribió unas diez mil cartas "de los muertos a sus familias", sin cobrar nunca por ellas. Las cartas fueron consideradas auténticas psicografías por miembros de la familia y algunas incluso fueron aceptadas y valoradas como prueba útil en casos de sentencias judiciales.
Su primer libro, Parnaso de Além-Túmulo (en español: Parnaso del más allá de la tumba), con 256 poemas atribuidos a poetas muertos, entre ellos los portugueses João de Deus, Antero de Quental y Guerra Junqueiro y los brasileños Olavo Bilac, Castro Alves y Augusto dos Anjos fue publicado en 1932. El libro pronto se convirtió en una gran sensación en el país. El de mayor circulación fue Nosso Lar (en español: Nuestro hogar), publicado en 1944, actualmente con más de dos millones de ejemplares vendidos, atribuidos al espíritu André Luiz, siendo el primer volumen de la "Colección de la vida en el mundo espiritual".
Años después de la muerte de Chico Xavier, Waldo Vieira afirmó al biógrafo / periodista Marcel Souto Maior que Xavier era un auténtico médium; destacando el libro "Sexo e Destino" (en español:Sexo y Destino) como ejemplo de auténtico trabajo mediúmnico "muy serio" y que "merece ser estudiado", habiendo sido psicografiado por él en sociedad con Xavier y atribuido al espíritu André Luiz.
Los libros atribuidos por Xavier al espíritu del escritor Humberto de Campos fueron objeto de estudio del investigador Alexandre Caroli Rocha, en una tesis doctoral en Teoría e Historia de la Literatura, en la Universidad Estatal de Campinas, en la que concluyó que el autor de los libros tenía una amplia conocimiento de las obras de Campos y supo reproducir su estilo y carácter.

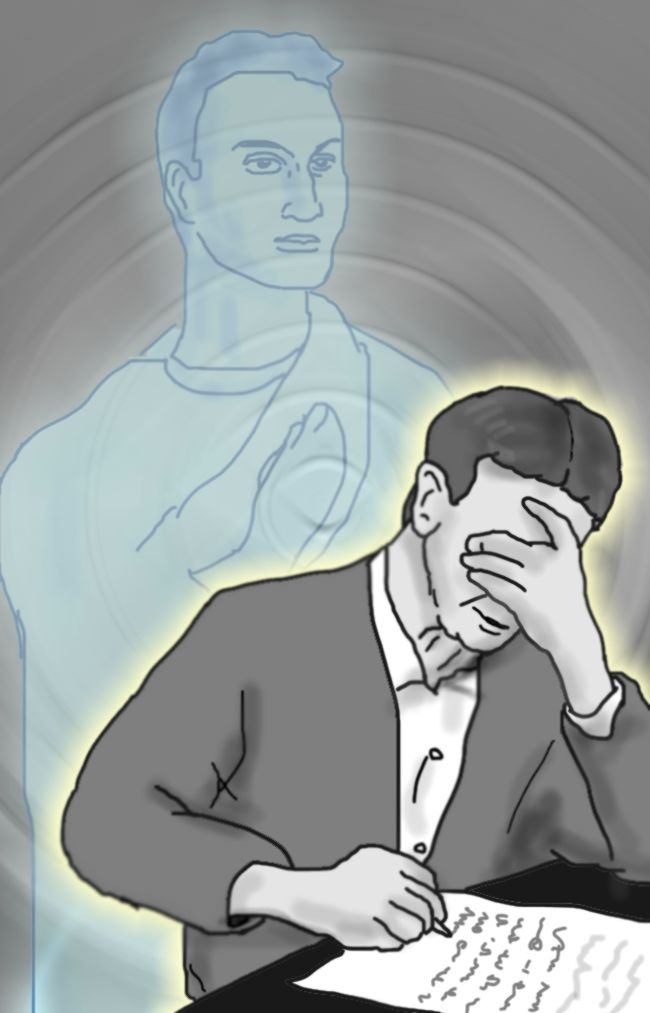
Alegoría que representa, según el punto de vista espírita, al médium Chico Xavier psicografiando un mensaje de su espíritu rector Emmanuel.

Una de sus psicografías más famosas, que tuvo repercusión mundial, fue un caso en Goiânia, en el que José Divino Nunes, acusado de asesinar a su mejor amigo, Maurício Henriques, fue absuelto por el juez, quien lo aceptó como prueba válida, entre otros presentados por la defensa, testimonio de la propia víctima, ya fallecida, a través de un texto psicografiado de Chico Xavier. El caso se llevó a cabo en octubre de 1979. Así, el presunto espíritu de Mauricio habría absuelto a su amigo diciendo que fue solo un accidente. Los testimonios psicográficos de Chico Xavier también fueron aceptados como prueba judicial en otros tres casos de juicio por homicidio denunciados internacionalmente.
El investigador de la Universidad Estatal de Londrina, Carlos Augusto Perandréa, quien tiene un posgrado en criminología, ha estudiado científicamente 400 letras psicografiadas por Chico Xavier en trances mediúmnicos durante aproximadamente 14 años, utilizando las mismas técnicas utilizadas para evaluar firmas para bancos, policías y Poder Judicial, grafoscopia. Perandréa comparó la caligrafía estándar de los individuos antes de la muerte y después de las cartas psicografiadas, llegando a la conclusión de que todos los psicógrafos tienen la autenticidad gráfica de los muertos antes mencionados. En 1991, el investigador publicó el resultado de este estudio en su libro titulado A Psicografia à Luz da Grafoscopia (en español: Una psicografía a la luz de la grafoscopia). El estudio también fue publicado en la Revista Científica de la Universidad de Londrina, Revista Semina, en 1990, y también presentado, en otra ocasión, en un Congreso Nacional, ante más de 500 profesionales y expertos en la materia, sin una sola contestación.
La Asociación Médica Espírita de São Paulo realizó un estudio de 45 cartas psicografiadas por Xavier, que generó el libro "A Vida Triunfa", de 1990. La Asociación llegó a varios hallazgos, por ejemplo: 100% de las familias declararon 100% de acierto en el datos informados por las letras; El 68,9% de las cartas mencionan de uno a tres familiares fallecidos y / o amigos desconocidos por Xavier; El 35,6% definió las firmas psicografiadas por el médium como idénticas a las de los autores espirituales. Como conclusión del estudio, los autores afirmaron que “La evidencia de la supervivencia del espíritu es muy fuerte. La vida es una fatalidad, según el testimonio de estos 45 compañeros que se expusieron, en su totalidad, revelando los matices de su personalidad a través de las humildes manos del mediador".
Un artículo científico publicado en 2014, indexado a PubMed, buscaba "investigar la exactitud de la información transmitida en 13 'cartas psicografiadas' de Chico Xavier (es decir, cartas cuya autoría se atribuye a una personalidad fallecida) y explorar sus posibles explicaciones" . En conclusión, se afirmó: "Encontramos 99 elementos de información verificable contenida en estas 13 cartas; el 98% de estos elementos se evaluaron como 'Acuerdo claro y preciso', y ningún elemento se consideró como 'No acuerdo'. Concluimos que las explicaciones comunes para la precisión de la información (es decir, fraude, azar, fuga de información y lectura en frío) son solo remotamente plausibles. Estos resultados parecen proporcionar apoyo empírico para las teorías no reduccionistas de la conciencia ".
Durante los trances psicográficos, los electroencefalogramas del médium mostraban características comunes de la epilepsia, pero clínicamente Chico Xavier nunca fue epiléptico.
Sobre los libros psicografiados por Xavier, el escritor Monteiro Lobato afirmó: "Si Chico Xavier produjo todo eso por su cuenta, entonces merece ocupar tantos puestos como quiera en la Academia Brasileira de Letras".

## Libros publicados
Aunque Chico Xavier escribió un total de 451 libros, los más destacables son los siguientes:
- El camino de la luz (A caminho da luz)
- Acción y reacción (Ação e reação)
- Niños en el más allá (Crianças no além)
- Desobsesión (Desobsessão)
- Entre dos mundos (Entre dois mundos)
- Hace 2000 años (Há 2000 anos)
- Jesús en el hogar (Jesus no lar)
- Libro de la esperanza (Livro da esperança)
- En los dominios de la mediumnidad (Nos domínios da mediunidade)
- Nuestro hogar (Nosso lar)
- El pan nuestro (O pão nosso)
- Parnaso del más allá (Parnaso de além-túmulo)

## Homenajes
- En el transcurso de su vida, Chico Xavier recibió el título de ciudadano honorario de más de cien ciudades brasileñas.[61][62]
- Fue homenajeado en películas y documentales como Chico Xavier - O Filme, As Mães de Chico Xavier y 100 Anos Com Chico Xavier - Gratidão e Homenagem.
- Cantantes como Roberto Carlos, Gilberto Gil, Fábio Júnior, Moacir Franco, Nando Cordel y Vanusa compusieron canciones en su homenaje.[63]
- En 1981 y 1982 Chico Xavier fue nominado al Premio Nobel de la Paz, con una movilización de cerca de dos millones de personas que dieron su firma en todo Brasil y en organizaciones de 29 países pidiendo el Premio Nobel de la Paz para él[1]
- En 1999, el Gobierno de Minas Gerais instituyó la "Mención de Paz de Chico Xavier" (en portugués: Comenda da Paz Chico Xavier), condecoración que se otorga anualmente a las personas naturales o jurídicas que trabajan por la paz y el bienestar social.[64][65]
- En 2000, Chico Xavier fue elegido "Minero del siglo XX", seguido de Santos Dumont y Juscelino Kubitschek, en un concurso popular realizado por Rede Globo Minas, ganando con 704 030 votos.[1]

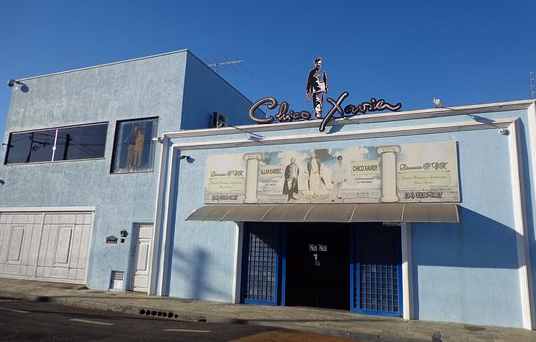
Casa donde Chico Xavier vivió y desarrolló la mayor parte de su carrera en el Espiritismo durante la mayor parte de su vida, en Uberaba, Minas Gerais.

Tras la muerte de Chico Xavier, la casa donde vivió entre 1948 y 1959 y la casa en la que vivió entre 1959 y 2002 se transformaron en museos sin fines de lucro en referencia a su vida y obra; y el interior de la Hacienda Modelo de Pedro Leopoldo, donde trabajó como mecanógrafo entre 1930 y finales de la década de 1950, también se transformó en un memorial en su homenaje.
- En 2006, en una votación popular promovida por la Revista Época (una revista semanal publicada en Brasil por Editora Globo), fue elegido como “El brasileño más grande de la historia”.[68]
- En 2009, la Ley n.º 12 065 dio el nombre de “Chico Xavier” al tramo de la carretera BR 050, entre el límite de los estados de São Paulo y Minas Gerais y el límite de los municipios de Uberaba con Uberlândia.[64][69]
- En 2010, Correio Brasileiro lanzó el sello y la postal conmemorativa en honor al centenario del médium. En el mismo año, la Casa da Moeda do Brasil (en español: Casa de Moneda de Brasil) lanzó la "Medalla Conmemorativa del Centenario de Chico Xavier".[70]
- El centenario de la médium también fue celebrado en sesión solemne por la Cámara de Diputados de Brasil, al tiempo presidida por Michel Temer.[71]
- En octubre de 2012, en el programa O Maior Brasileiro de Todos os Tempos (en español: El brasileño más grande de todos los tiempos), transmitido por SBT, Xavier fue elegido, por votación popular, como "El brasileño más grande de todos los tiempos". En la semifinal del programa compitió con Ayrton Senna, ganando con el 63,8% de los votos. En la final del programa, Xavier compitió con Santos Dumont y Princesa Isabel, ganando con el 71,4% de los votos.[72]
- En 2016 se inauguró el Memorial Chico Xavier en Uberaba, construido en colaboración entre el Instituto Chico Xavier y el Ayuntamiento de la ciudad.[73]
- El 29 de octubre de 2020 se inauguró una estatua de bronce de tamaño natural de Xavier en la Praça Rui Barbosa, en Uberaba. Fue realizado por el artista Vânia Braga.[74] Estatua de tamaño natural de Chico Xavier realizada por la artista Vânia Braga, en Uberaba.

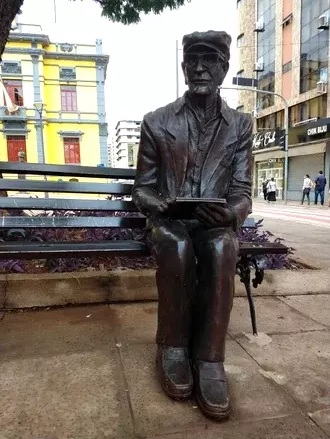
Estatua de tamaño natural de Chico Xavier realizada por la artista Vânia Braga, en Uberaba.

- Mediante la Ley 14201 de 2021, Francisco Cándido Xavier hizo inscribir su nombre en el Libro de los Héroes y Heroínas de la Patria, documento que conserva los nombres de figuras que marcaron la historia de Brasil y se encuentra en el Panteón de la Patria y la Libertad Tancredo Neves,en Brasilia.[75][76]

### Película biográfica
El 2 de abril de 2010, fecha en que Chico Xavier cumpliría 100 años, se estrenó Chico Xavier - O Filme, basada en la biografía As Vidas de Chico Xavier, del periodista Marcel Souto Maior. Dirigida y producida por el cineasta Daniel Filho, Chico Xavier es interpretado por los actores Matheus Costa, Ângelo Antônio y Nelson Xavier, respectivamente, en tres etapas de su vida: infancia, juventud y madurez . La película alcanzó la marca de más de 3,5 millones de espectadores en los cines.